# ميكا كاري
ميكا كاري هو سياسي فنلندي، ولد في 19 أغسطس 1967 في لاهتي في فنلندا. نشط حزبياً في الحزب الاشتراكي الديمقراطي الفنلندي.

## مناصب
- انتخب عضو برلمان فنلندا  [لغات أخرى]‏ عن دائرة Häme (parliamentary electoral district) [الإنجليزية]‏ وقد انضم خلال فترته النيابية ‏ (17 أبريل 2019 – ) للكتلة البرلمانية Social Democratic Parliamentary Group  [لغات أخرى]‏.
- في 2017 Lahti municipal election ‏، انتخب عضو مجلس بلدية  [لغات أخرى]‏.
- في 2012 Lahti municipal election ‏، انتخب عضو مجلس بلدية  [لغات أخرى]‏.
- انتخب عضو برلمان فنلندا  [لغات أخرى]‏ عن دائرة Häme (parliamentary electoral district) [الإنجليزية]‏ وقد انضم خلال فترته النيابية ‏ للكتلة البرلمانية Social Democratic Parliamentary Group  [لغات أخرى]‏.
- انتخب عضو برلمان فنلندا  [لغات أخرى]‏ عن دائرة Häme (parliamentary electoral district) [الإنجليزية]‏ وقد انضم خلال فترته النيابية  [لغات أخرى]‏ للكتلة البرلمانية الحزب الاشتراكي الديمقراطي الفنلندي.
- انتخب عضو برلمان فنلندا  [لغات أخرى]‏.